# KENTARO
KENTARO（けんたろう、1969年5月2日 - ）は、神奈川県出身の俳優。身長177cm。舞台を中心にミュージカルやストレートプレイ、コンサート等、幅広く活動中。株式会社グランクリアー所属。

## 略歴
高校卒業後、劇男一世風靡入団。1992年退団までストリートパフォーマンスを中心に活動。以後、舞台・ミュージカルを中心にジャンルを問わない役柄で目覚ましい活躍ぶりを示し高い評価を得ている。また、ダンスリーダーとしての実績も豊富で、振付家としても独自のスタイルで活動しており、舞台の他にもワークショップやライブ活動にも取り組んでいる。
2021年度から、洗足学園音楽大学ミュージカルコースの非常勤講師を務めている。
2022年夏、ユニバーサル・スタジオ・ジャパンに出演。ワンピース・プレミア・サマー2022において二役を演じた。
2023年2月から、Grand-Clear DANCE COMPANYにおいて講師を務めている。

## 人物
- ギター、コンガ、ボンゴ、ヘピニキ(サンバ楽器)、ティンバル、ブルースハープなど、様々な楽器の演奏経験がある。また指笛もできる。[3]
- 学生時代、競泳をやっていたので、泳ぐのが得意。[4]
- 名前のスペルを間違えられることがある。（例：ＫＡＮＴＡＲＯ、ＫＥＮＴＲＯ）
- 初めてミュージカルのオーディションを受けた際、ＳＭＡＰの夜空ノムコウを歌った。
- 寒いのが大の苦手である。

## 出演

### 【舞台作品】
2001年
- 宮本亜門演出 くるみ割り人形（赤坂ACTシアター）

2002年
- モーニング娘。ミュージカル（青山劇場）
- モーツァルト!（帝国劇場他）

2003年
- ミー・アンド・マイガール（帝国劇場他）
- レ・ミゼラブル - モンパルナス 役（帝国劇場他）

2004年
- エリザベート  - ゴンドルークル伯爵 役（帝国劇場他、〜2005年）

2005年
- モーツァルト!（帝国劇場他）

2006年
- エリザベート - ゴンドルークル伯爵 役（帝国劇場他）
- ダンス・オブ・ヴァンパイア（帝国劇場他）
- マリー・アントワネット（帝国劇場他、〜2007年）

2007年
- モーツァルト!（帝国劇場他）

2008年
- ウェディング・シンガー　シアタークリエ
- レベッカ - ジャイルズ 役（シアタークリエ他）
- エリザベート - ゴンドルークル伯爵 役（帝国劇場他、〜2009年）

2009年
- The Musical AIDA-アイーダ - メレルカ 役（梅田芸術劇場他）
- シェルブールの雨傘（シアタークリエ他、〜2010年）

2010年
- モーツァルト!（帝国劇場他）
- レベッカ - ジャイルズ 役（シアタークリエ他）

2011年
- モーツァルト!（帝国劇場他）
- レ・ミゼラブル - ジャベール 役（帝国劇場他）[5]
- CX VICTOR/VICTORIA - カッセル 役（新国立劇場中劇場）
- ピアフ - シャルル・アズナブール 役（シアタークリエ他)[6]

2012年
- モンティ・パイソンのSPAMALOT（赤坂ACTシアター他）
- ホリプロ ジキル&ハイド - プループス卿 役（日生劇場他）
- CX PROMISES・PROMISES - ドービッチ 役（新国立劇場中劇場）

2013年
- レ・ミゼラブル（新演出版） - テナルディエ 役（帝国劇場他)[7]

2014年
- シスター・アクト〜天使にラブ・ソングを〜 - ジョーイ 役（帝国劇場他）
- モーツァルト!  - トーアバルト 役（帝国劇場他、〜2015年）

2015年
- 新国立劇場 ミュージカル パッション - バッリ中尉 役（新国立劇場他）[8]
- レ・ミゼラブル（新演出版） - テナルディエ 役（帝国劇場他）

2016年
- シスター・アクト～天使にラブソングを～ - ジョーイ 役（帝国劇場他、〜2017年）

2017年
- 音楽劇 夜曲 - 玉野尾 役（東京芸術劇場）
- レ・ミゼラブル（新演出版） - テナルディエ 役（帝国劇場他）[9]

2018年
- ミュージカル ROMALE～ロマを生き抜いた女 カルメン～ - ガルシア 役（東京芸術劇場プレイハウス他）[10]
- ミュージカル・アカデミー アドバンスコース試演会 Vol.4 レ・ミゼラブル - ジャベール 役
- レベッカ - ジャイルズ 役（シアタークリエ他、〜2019年）

2019年
- レ・ミゼラブル（新演出版） - テナルディエ 役（帝国劇場他）[11]
- シスター・アクト〜天使にラブ・ソングを〜 - ジョーイ 役（帝国劇場他、〜2020年）[12]

2020年
- ピーター・ザ・スターキャッチャー - アルフ 役（新国立劇場、〜2021年）

2021年
- ミュージカル オリバー！ - ミスター・サワベリー＆ミスター・グリムウィグ 役（シアターオーブ他）[13]

2022年
- シスター・アクト〜天使にラブ・ソングを〜 - ジョーイ 役（シアターオーブ他）[14]

2023年
- シスター・アクト〜天使にラブ・ソングを〜 - ジョーイ 役（シアターオーブ）

2024年
- 劇団ミュOp.1 ミュージカル Liebe 〜シューマンの愛したひと〜 - ヴィーク 役（シアター711）[15]
- I am IM ～18回目のアンバースデーコンサート～- 歌の出演（溝ノ口劇場）
- 洗足学園音楽大学ミュージカルコース第13回アトリエ公演　LITTLE WOMAN - ローレンス 役（洗足学園音楽大学 MUSIC POOL CINO）
- 劇団ミュOp.2 ミュージカル　추락 -墜落- 父親 役（ウッディシアター中目黒）

2025年
- 洗足学園音楽大学ミュージカルコース第14回アトリエ公演　musical DOROTHY （洗足学園音楽大学 MUSIC POOL CINO）
- 劇団ミュOp.3 ミュージカル 初恋 Sada Yacco: Japan's first actress（ウッディシアター中目黒）[16]
- 舞台 Take Me Out 2025 - スキッパー役（有楽町よみうりホール）[17]
- 朗読劇＆ミュージカル　魔犬バスカヴィルの未解決コンサート - マイクロフト 役（溝ノ口劇場）
- ミュージカル ひめゆり - 滝軍曹 役（シアター1010）
- ミュージカル カミヒト - 闇の神 サゲザーナ 役（座・高円寺２）

### 【ライブショー・イベント】
2022年
- ワンピース・プレミアショー2022 - ユーディ超BIG大元帥 役（ユニバーサル・スタジオ・ジャパン）
- サンジの海賊レストラン - ロロノア・ゾロ 役（ユニバーサル・スタジオ・ジャパン）

### 【テレビドラマ】
2011年
- TV TOKYO「勇者ヨシヒコと魔王の城」(第7話)　吟遊詩人役[18]

2012年
- TBS/MBS「コドモ警察」(第10話)

### 【テレビ】
2003年
- SMAP×SMAP（フジテレビ）
- 題名のない音楽会21（テレビ朝日 ）

### 【コンサート・LIVE】
2010年
- クリエミュージカル･コンサート「M.クンツェ＆S.リーヴァイの世界」

2011年
- 「レ・ミゼラブル」チャリティ･コンサート

2012年
- 華麗なるミュージカル音楽の世界 ガラコンサート2012

2015年
- O・JI・N LIVE3 オジンのお受験大戦争
- 凱旋ライブ O・JI・N 3.9 進撃のOJIN

2016年
- HEROES スペシャル LIVE 2016

2019年
- 「KENTARO 30th Anniversary Live ～あの日の路上から～」[19]

2021年
- PASOC MUSICAL LIVE 2021 （福岡・ぽんプラザホール）

2023年
- KENTARO ちょっと遅めのBirthday LIVE（Cafe&Diner Offza）
- 洗足学園創立100周年記念プレミアムコンサート　Sondheim's COMPANY in Concert（洗足学園音楽大学 MUSIC POOL CINO）

2024年
- SENZOKU GAKUEN 100th ANNIVERSARY『Welcome Spring Premium Concert!』（洗足学園音楽大学 MUSIC POOL CINO）
- 社家あや乃卒業ソロコンサート In my student days concert Polaris × senzoku ゲスト出演（溝ノ口劇場）
- KENTARO 35周年記念LIVE（溝ノ口劇場）

### 【その他の活動】
1997年
- 東映Vシネマ「BE-BOP HIGHSCHOOL」

2000年
- X∀X DANCE大会優勝

2001年
- STEPS主催Live Enterinment「Warm Hearts」Present by SAROUTE

2020年
- NBA JAPAN主催「JAM SESSION DANCE SHOW」

### 【ネット配信等】
2021年
- テディくまだとKENTAROのYouTubeチャンネル
- Clubhouse『テディくまだ&KENTAROのミュージカルよもやま話』

## ディスコグラフィ

### 公演CD
- 「エリザベート」東宝公演ライヴ盤
- 「モーツァルト!」日本初演ライブ盤（2002年、東宝）
- 「レ・ミゼラブル」石井一孝、別所哲也、山口祐一郎Version（2003年公演キャスト盤、東宝）
- 「エリザベート」ハイライト・ライブ録音盤（2004年12月11日、東宝）
- 「モーツァルト!」ハイライト・スタジオ録音盤（2005年8月18日、東宝）
- 「ダンス・オブ・ヴァンパイア」ハイライト・ライブ録音盤（2006年11月2日、東宝）
- 「マリー・アントワネット」ハイライト・ライブ録音盤（2007年3月28日、東宝）
- 「レベッカ」ハイライト・スタジオ録音盤（2010年3月5日、東宝）

### 公演DVD・Blu-ray
- 「モーツァルト! 」2014年キャストDVD 井上芳雄ver. （2015年04月30日、東宝）
- 「モーツァルト！」2014年キャストDVD 山崎育三郎ver. （2015年04月30日、東宝）
- 「モーツァルト！」2014年キャストBlu-ray 井上芳雄Ver. （2021年10月29日、東宝）
- 「モーツァルト！」2014年キャストBlu-ray 山崎育三郎Ver. （2021年10月29日、東宝）